# Penny Pritzker
Pour les articles homonymes, voir Pritzker.
Penny Pritzker, née le 2 mai 1959 à Chicago (Illinois), est une femme d'affaires et femme politique américaine. Membre du Parti démocrate, elle est secrétaire au Commerce de 2013 à 2017 dans l'administration du président Barack Obama. 
Elle détient, en 2016, une fortune de plus de deux milliards de dollars. Son nom est cité, en novembre 2017, parmi les révélations des Paradise Papers.

## Biographie

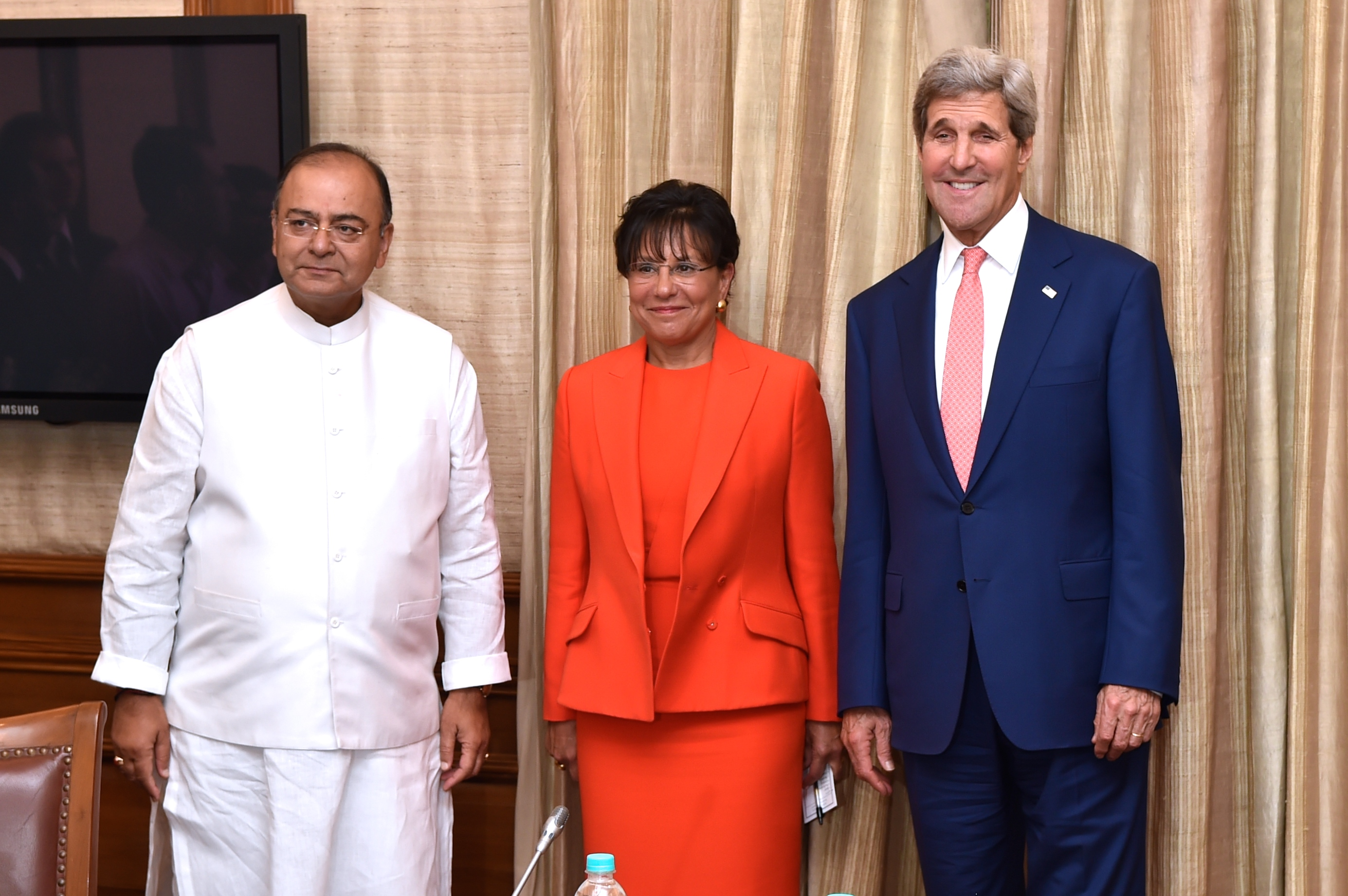
Penny Pritzker, entre le ministre des Finances et de la Défense indien Arun Jaitley et le secrétaire d'État américain John Kerry, en 2014.